# كوانا باركر
كوانا باركر (بالإنجليزية: Quanah Parker)‏ (كوانا بلغة الكومانشي تعني الرائحة أو العطر) (نحو 1845 أو 1852 - 20 فبراير 1911) هو قائد حربي لعصابة كواهادي «الظبي» التابعة لأمة كومانشي. وُلِد في عصابة نوكوني «الجوالة»، وهو ابن زعيم الكومانشي بيتا نوكونا وسينثيا آن باكر الأنجلوأمريكية، التي اختُطفت حين كانت طفلة صغيرة ودمجت ثقافيًا مع القبيلة. بعد احتجاز العديد من قادة كيوا في عام 1871، ظهر كوانا كشخصية مهيمنة في حرب النهر الأحمر، واشتبك مرارًا مع العقيد رانالد إس. ماكينزي. ونظرًا إلى قيام الأمريكيين الأوربيين متعمدين بصيد البيسون الأمريكي، والذي يُعد القوت الأساسي لشعب الكومانشي، لدرجة أنه كاد ينقرض، استسلم كوانا في النهاية، وقاد عصابة كواهادي إلى المحمية في فورت سيل، أوكلاهوما.
لم يُنتخب كوانا باركر رئيسًا من قبل شعبه، لكنه عُيّن من قِبل الحكومة الفيدرالية كزعيم لأمة كومانشي بأكملها، وأصبح مبعوثًا للأمريكيين الأصليين في الجنوب الغربي في المجلس التشريعي للولايات المتحدة. أما في حياته المدنية، فاكتسب ثروة باعتباره صاحب مزرعة، واستقر بالقرب من كاش، أوكلاهوما. على الرغم من أنه شجع على إضفاء الطابع المسيحي على شعب كومانشي، فقد دافع أيضًا عن الكنيسة الأمريكية الأصلية التوفيقية البديلة، وحارب بشغف من أجل الاستخدام القانوني للبيّوت (صبار وليمز) في الممارسات الدينية للحركة. وقد انتُخب نائبًا لمأمور لوتون عام 1902. وبعد وفاته في عام 1911، استُبدل بلقب الزعيم لقب جديد هو الرئيس، لذا يوصف كوانا بأنه أخر زعيم للكومانشي، وينطبق هذا المصطلح أيضًا على هورسباك (زعيم للكومانشي).
دُفن في هضبة الزعيم، والآن تحمل العديد من المدن وأنظمة الطرق السريعة في جنوب غرب أوكلاهوما وشمال تكساس، التي كانت ذات يوم جنوب كومانتشيريا، إشارات إلى اسمه.

## نشأته

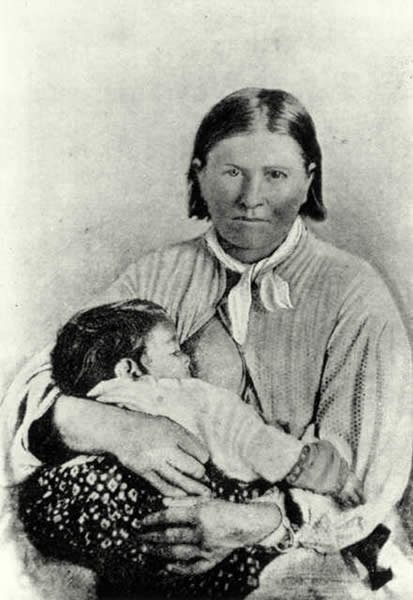
سينثيا آن باركر عام 1861

والدة كوانا باركر، سينثيا آن باركر (ولدت نحو 1827)، هي فرد من عائلة باركر الكبيرة التي استقرت شرق تكساس في ثلاثينيات القرن التاسع عشر. اختُطفت في عام 1836 (في سن التاسعة) من قبل الكومانشي خلال غارة فورت باركر بالقرب من غروسبيك الحالية، تكساس. تبنتها عصابة النوكوني وأطلق عليها اسم نادوا «اللقيطة»، وأصبحت ابنة تابي-نوكا بالتبني. اندمجت ثقافيًا مع الكومانشي، وتزوجت بالمحارب الزعيم بيتا نوكونا.
جد كوانا لأبيه هو الزعيم الشهير أيرون جاكيت، وهو محارب في حروب الكومانشي-الأمريكية الأولى، واشتُهر بين شعبه بسبب ارتدائه لدرع زرد إسباني.
كان أول أطفال سينثيا آن ونوكونا هو كوانا، الذي ولد في جبال ويتشيتا جنوب غرب أوكلاهوما. في رسالة إلى تشارلز غودنايت، كتب كوانا: «من أفضل المعلومات التي لدي، ولدتُ نحو عام 1850 في إلك كريك أسفل جبال ويتشيتا». تشير المصادر البديلة إلى مسقط رأسه باسم لاغونا سابيناس / بحيرة سيدار في مقاطعة غينز، تكساس.
كان لدى سينثيا آن ونوكونا ابن أخر أيضًا وهو بيكوس، وابنة تدعى توبسانا (زهرة البراري)، في ديسمبر 1860، قُبض على سينثيا آن وابنتها توبسانا في معركة نهر السلام. كانت القوات الأمريكية بقيادة الرقيب جون سبانغلر، الذي قاد السرية إتش من فوج الفرسان الثاني للولايات المتحدة، وجوالة تكساس التي قادها سول روس في نهاية المعركة، جرح سبانغلر نوكونا، الذي قتل بعد ذلك على يد خادم سبانغلر المكسيكي. يعتقد أن كوانا وشقيقه بيكوس هما الشخصان الوحيدان اللذان هربا على ظهور الخيل، وتعقبهما الجوال تشارلز غودنايت، لكنهما هربا للقاء بقية النوكوني. يزعم البعض، بمن فيهم كوانا باركر نفسه، أن هذه القصة غير صحيحة وأنه وأخوه ووالده بيتا نوكونا لم يكونوا في المعركة، وأنهم كانوا في معسكر أكبر على بعد أميال، وأن نوكونا توفي بعد سنوات من المرض الذي سببته جروح تلاقاها في معاركه مع شعب الأباتشي.
أخذ جوالة تكساس سينثيا آن وتوبسانا، ونُقلتا إلى منزل شقيق سينثيا، والتي رفضت أن تندمج في هذا الوسط بعد أن قضت 24 عامًا برفقة الكومانشي، على عكس ابنتها توبسانا التي بدأت تتأقلم مع ثقافتها الجديدة، لكنها توفيت جراء المرض في عام 1863. وتوفيت «نادوا» سينثيا آن باركر بسبب الإضراب عن الطعام والإنفلونزا في مارس 1871.
في لغة كومانشي، كوانا تعني «الرائحة أو العطر». غالبًا ما أخذ محاربو كومانشي أسماء أكثر ذكورية في مرحلة النضج، لكن كوانا احتفظ بالاسم الذي أعطته والدته له، تكريمًا لها بعد أن اختُطفت.

## عمله

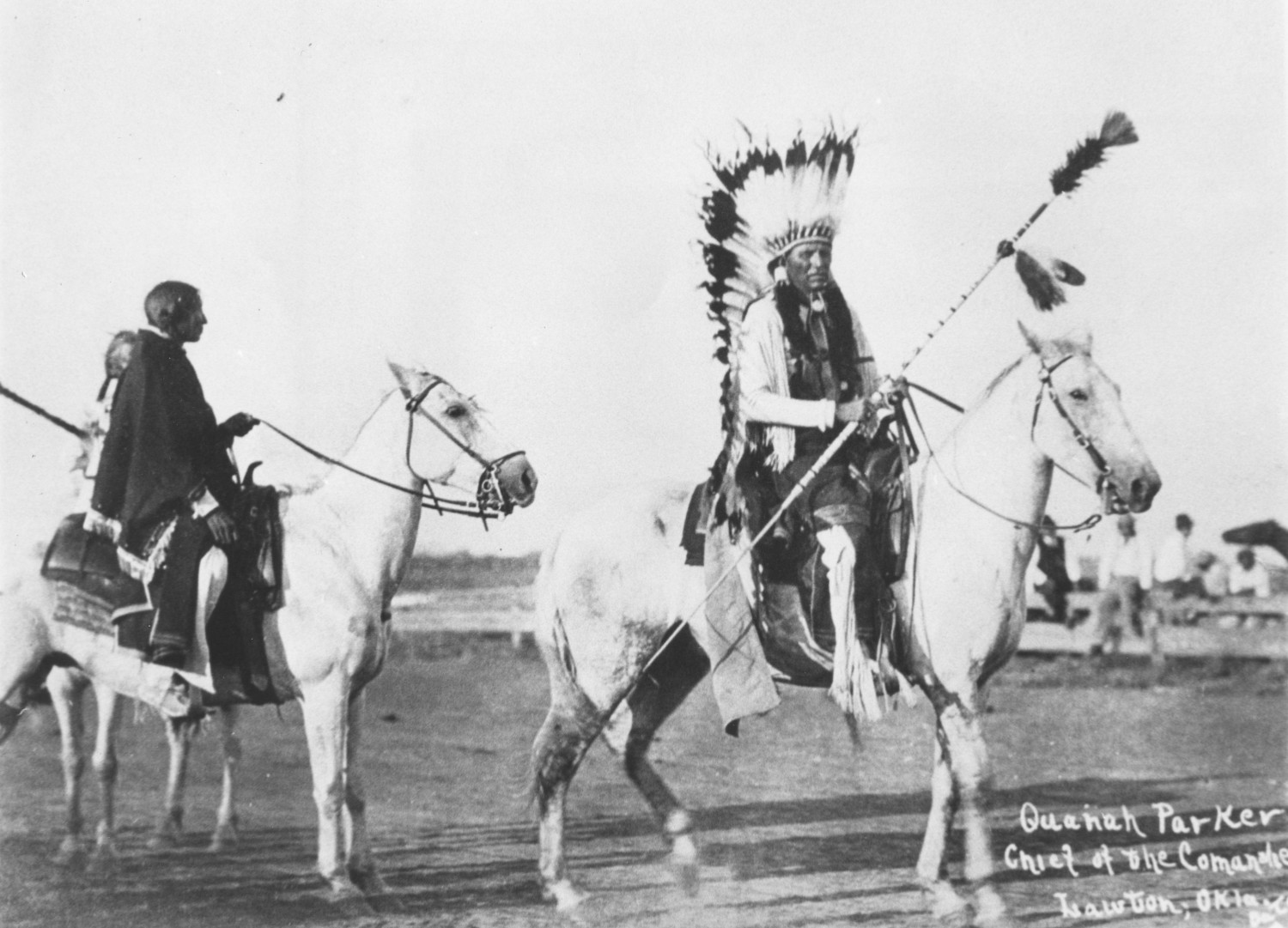
كوانا باركر ممتطيًا جواده.

بعد وفاة بيتا نوكونا (نحو عام 1864)، أصبح كوانا بارا أو كوم «بول بير»، رئيس عصابة كواهادي، وكوباي أوبورا «وايلد هورس»، الترتيب الثاني، وتعرف بعدها على عصابة نوكوني، حيث أخذه رئيس عصابة تيرهاياكواهيب، الذي يُطلق عليه أيضًا كايو «ظهر الحصان- هورسباك»، وبعد بيتا نوكونا وفوبيتس، علم تيرهاياكواهيب كوانا الطرق التي تجعل منه محارب كومانشي، ما جعله محاربًا ذا مكانة كبيرة. ثم غادر وعاود الانضمام إلى عصابة كواهادي «أكلة الظبي» مع محاربين من عصابة أخرى. استسلم كوانا باركر إلى ماكينزي ونُقل إلى فورت سيل، وهي إقليم هندي حيث قاد الكومانشي بنجاح لعدة سنوات في المحمية. لم يُنتخب كوانا زعيمًا للكومانشي من قبل قبيلته، ولكن عينتُه حكومة الولايات المتحدة ليكون رئيسًا لكامل شعبه في المحمية، ولاحقًا دخل انتخابات عامة. في أكتوبر 1867، حين كان كوانا شابًا يافعًا، اجتمع برؤساء الكومانشي كمراقب في مفاوضات المعاهدة في ميديسين لودج، كنساس. وأدلى تيرهاياكواهيب ببيان حول رفض كوانا التوقيع على المعاهدة. في أوائل سبعينيات القرن التاسع عشر، كان هنود السهول يخسرون المعركة من أجل أرضهم مع حكومة الولايات المتحدة. بعد القبض على زعماء كيوا، سيتينغ بير وبيغ تري وساتانتا، وأطلق سراح الأخيرين في عام 1873 بعد عامين بفضل السلوك الحازم والعنيد لزعيمهم غويباغو، ثم انضمت قبائل كيوا وكومانشي وشايان الجنوبية إلى القوات في عدة معارك. قاد العقيد رانالد ماكينزي قوات جيش الولايات المتحدة إلى تجميع وقتل من تبقى من الهنود الذين لم يستقروا في المحميات.
في عام 1873، ادعى إيساتاي من الكومانشي أنه رجل طب، ودعى جميع فرق الكومانشي لتجتمع من أجل رقصة الشمس، على الرغم من أن هذا الطقس يخص شعب الكيوا، ولم يمارسه شعب الكومانشي من قبل. اجتمعت الفرق في مايو على النهر الأحمر، بالقرب من تيكسولا الحالية، أوكلاهوما. في ذلك التجمع، جند إيساتاي وكوانا المحاربين للقيام بمداهمات في تكساس انتقامًا لمقتل أقاربهم. زعماء الكومانشي الآخرون، ولا سيما إيسا روزا «الذئب الأبيض» وتابانانيكا «صوت شروق الشمس» وبيغ ريد ميت أو ريد فود من عصابة نوكوني، الذين اتفقوا أن التجار هم الخطر الحقيقي على أسلوب حياتهم، واقترحوا أنه على كوانا مهاجمة التجار. انطلقت مجموعة محاربين من 250 مقاتلًا تتكون بشكل رئيسي من الكومانشي والشايان، الذين أعجبوا بمزاعم إيساتاي الذي ادعى قدرته على حمايتهم من رصاص العدو، اتجهوا إلى تكساس باتجاه موقع أدوبي وولز التجاري. كان من المفترض أن تكون الغارة عبارة عن مذبحة، لكنهم فشلوا في مسعاهم بسبب معرفة صاحب الصالون بالغارة القادمة، فأبقى الزبائن بعيدين عن أسرتهم بتقديم المشروبات المجانية لهم، وصل المغيرون في 4 صباحًا إلى الوادي. لكنهم لم يتمكنوا من اختراق الجدران التي تصل سماكتها إلى قدمين، وصدهم التجار ببنادق شاربس عيار 50 بعيدة المدى أثناء تراجعهم، وأصيب حصان كوانا من مسافة 500 ياردة. إثرها اختبأ كوانا خلف جثة بوفالو، ثم أصابته رصاصة بين كتفه ورقبته، لم يكن جرحه خطيرًا، وأنقذ كوانا ونقل بعيدًا عن مدى البنادق. تسبب هجوم أدوبي وولز باختلاف سياسة واشنطن، التي أدت إلى حرب النهر الأحمر، وبلغت ذروتها بانتصار حاسم للجيش في معركة أخدود بالو دورو. في 28 سبتمبر 1874، قام ماكينزي وكشافة شعب تونكاوا بهدم قرية كومانشي في أخدود بالو دورو وقتلوا ما يقرب من 1500 من خيول الكومانشي، والتي تُعد أساس ثروة وسلطة الكومانشي.